# Cusuma flavifusa
Cusuma flavifusa är en fjärilsart som beskrevs av George Francis Hampson 1893. Cusuma flavifusa ingår i släktet Cusuma och familjen mätare. Inga underarter finns listade i Catalogue of Life.

## Bildgalleri

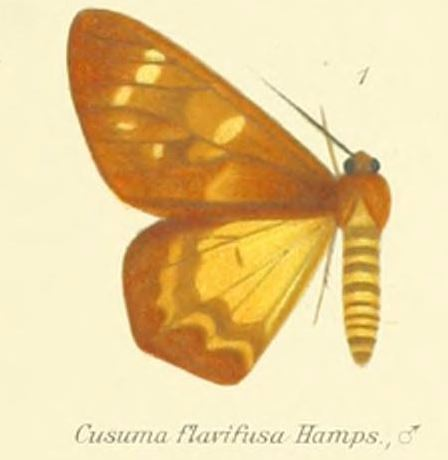